# Kadoma (Osaka)
Pour les articles homonymes, voir Kadoma.
Kadoma (門真市, Kadoma-shi) est une ville de la préfecture d'Osaka, au Japon.

## Géographie

Kadoma au sein de la préfecture d'Osaka.

Kadoma est située dans la banlieue nord-est d'Osaka.

## Histoire
La ville a été fondée le 1er août 1963.

## Démographie
Au 1er avril 2024, la population de la ville est de 116 893 habitants pour une superficie de 12,30 km2.

## Économie
Plusieurs sociétés ont leur siège à Kadoma, comme Panasonic (anciennement Matsushita), Kaiyodo et Tiger Corporation.

## Jumelage
- Eindhoven depuis 1967
- São José dos Campos (Brésil)[3] depuis 1973.

## Transports
La ville est desservie par la ligne principale Keihan (gares de Nishisanso, Kadomashi, Furukawabashi, Owada Station et Kayashima), le métro d'Osaka (station Kadoma-minami) et le monorail d'Osaka (station Kadomashi).